# Werner Dehms

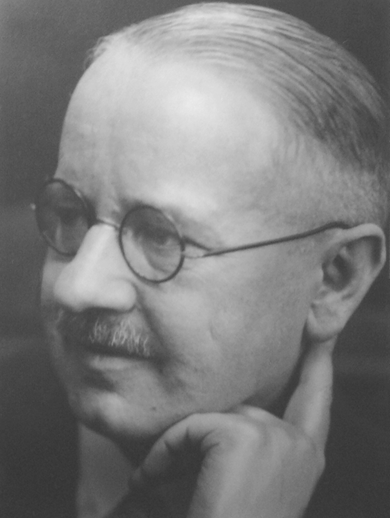
Werner Dehms

Werner Dehms (* 25. November 1883 in Konstanz; † 7. März 1938 in Potsdam) war Potsdamer Bürgermeister von 1924 bis 1938.

## Vita
Vater von Werner Dehms war der kaiserliche Postrat Dr. Franz Dehms, Ingenieur und Leiter der Überseekabelproduktion und Überseekabelverlegung bei Werner von Siemens, seine Mutter die Lehrerin Maria Lachmann. Von Siemens war auch Werner Dehms’ Pate. Den Wehrdienst beendete Dehms als Leutnant der Reserve. Dehms hinterließ bei seinem frühen Tod 1938 seine Ehegattin Käthe und zwei Töchter Brigitte und Meike.

### Politik
Als Stadtrat und Bürgermeister in Potsdam war er vor allem für die städtischen Liegenschaften verantwortlich. Er arbeitete nicht spektakulär, aber effektiv. Die Chronik vermerkt für den 3. Juli 1925 „Bürgermeister Dr. Dehms erklärt in der Stadtverordnetenversammlung, daß sich Potsdam in der Frage der Beflaggung städtischer Gebäude von niemand hereinreden läßt.“ 1933 konnte er zwar nicht verhindern, dass am 21. März in der Garnisonkirche in Potsdam ein Staatsakt zur Eröffnung des Reichstages erfolgte. Aber er konnte (auch mit Hilfe seiner Ehefrau) Generalsuperintendent Otto Dibelius erfolgreich dabei unterstützen, Adolf Hitler samt seiner Ermächtiger zur anschließenden Durchführung der Sitzung des neugewählten Reichstages in die Berliner Krolloper zu verweisen.

Werner Dehms 1935 Bad Kudowa

### Nachlass
Einen Teil einer umfangreichen Materialsammlung aus dem Nachlass von Dehms konnte der Förderverein des Potsdam Museums im Herbst 2017 in einem süddeutschen Auktionshaus ersteigern. Ein weiterer Teil des Nachlasses wurde dem Förderverein von Nachkommen Dehms` zur kostenfreien Übernahme zugesagt, ein kleiner Teil bereits übermittelt.